# Hialuronidaza

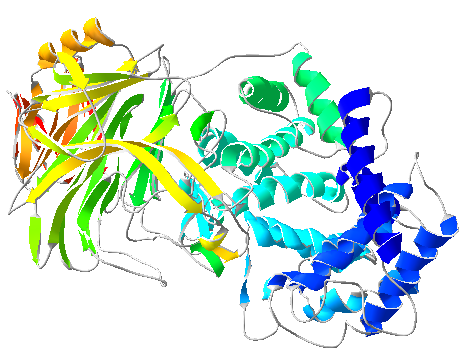
Model przestrzenny cząsteczki hialuronidazy

Hialuronidaza – enzym (EC 3.2.1.35) z klasy hydrolaz depolimeryzujący kwas hialuronowy, w wyniku czego zmniejsza się lepkość ośrodka, co ułatwia rozprzestrzenianie się obcych substancji i drobnoustrojów w organizmie (z tego powodu bywa nazywana "czynnikiem rozprzestrzeniającym"). 
Wytwarzana jest przez bakterie oraz plemniki (w przednim odcinku akrosomu), ułatwiając ich wniknięcie do komórki jajowej, a także przez neutrofile. Obecna jest w jadach zwierząt.
Stosowana w lecznictwie, np. jako substancja ułatwiająca wchłanianie iniekcji o dużych objętościach, do leczenia krwotoków wewnątrzocznych lub do zmniejszenia objawów po pomyłkowym pozanaczyniowym podaniu tiopentalu.